# Zoológico de San Francisco
El Zoológico de San Francisco (en inglés:San Francisco Zoo ) es un parque zoológico de 100 acres (40 ha) ubicado en la esquina suroeste de la ciudad de San Francisco, en el estado de California, entre el lago Merced y el Océano Pacífico a lo largo de la gran autopista (Great Highway), albergando a más de 260 especies animales. La entrada principal del zoológico, una vez situada en el lado norte a través del bulevar Sloat y una cuadra al sur de la línea de Muni Metro, esta ahora hacia el oeste en el lado del océano del zoológico al lado de la gran autopista.
Este zoológico es el lugar de nacimiento el gorila Koko. Originalmente llamado el "Zoológico de Fleishhacker" debido a su fundador, el banquero y presidente de la comisión de parques de San Francisco Herbert Fleishhacker, la planificación de su construcción comenzó en 1929 en el sitio adyacente a lo que antes era la piscina más grande en los Estados Unidos, la piscina Fleishhacker.